# Tramlijn 1 (Rotterdam)
Tramlijn 1 van de Rotterdamse RET rijdt tussen De Esch (Rotterdam) en Vlaardingen-Holy via het Centraal Station, het centrum van Schiedam en metrostation Schiedam Nieuwland. Lijn 1 is op 6 januari 2025 ontstaan nadat de oude lijn 24 is vernummerd tot lijn 1.

## Geschiedenis

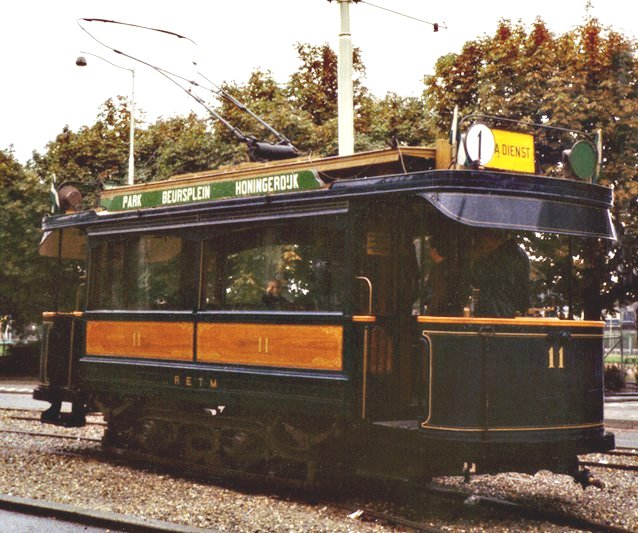
Het materieel waarmee lijn 1 in 1905 begon: RETM-motorwagen 11 (bouwjaar 1905) als museumtram bij Diergaarde Blijdorp, 1983.

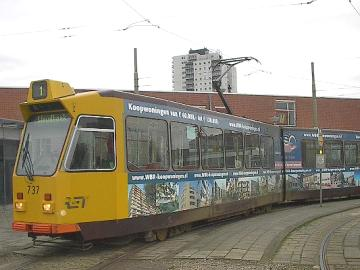
Een ZGT (Zwevend Geleed Tramrijtuig) op het eindpunt De Esch van lijn 1 (thans lijn 21).

Op 18 september 1905 werd de eerste lijn van de Rotterdamsche Electrische Tramweg Maatschappij, lijn 1, officieel in dienst gesteld - met, ten behoeve van analfabeten (en in Amsterdam nog steeds in gebruik) lijnkleur groen. Het traject liep van de Honingerdijk via Oostzeedijk – Admiraliteitsstraat – Admiraliteitskade – Oostplein – Nieuwe haven – Mosseltrap – Kolkkade – Beursplein – Noordblaak – Zeevischmarkt – Karrensteeg – Van Hogendorpsplein – Schiedamsche Singel – Witte de Withstraat – Eendrachtsweg – Scheepstimmermanslaan – Van Vollenhovenstraat – Westplein – Parklaan naar het Park. In 1927 werd de route via de Parkkade verlengd naar het wagenveer (naar Katendrecht). Van meet af aan werd met een metro-achtige frequentie gereden: eerst om de vijf, later zelfs om de vier minuten.
In 1934 werd het traject Honingerdijk – Beursplein – Aelbrechtsplein en in 1936 Honingerdijk – Nieuwe Binnenweg – Schiedam. Door het bombardement van 14 mei 1940 werd de route gewijzigd en reed lijn 1 vanaf 1 juni van het Oostplein (later weer de Honingerdijk) naar het Aelbrechtsplein. Naar Duitsland afgevoerde tramrijtuigen en verminderde beschikbaarheid van energie noopten in de loop van de oorlog tot beperking van het tramvervoer en het werd op 1 december 1944 geheel gestaakt.
Na de Tweede Wereldoorlog werd het trambedrijf, dat danig gehavend was geraakt, geleidelijk hervat waarbij lijn 1 het min of meer vertrouwde traject Honingerdijk – Aelbrechtsplein ging rijden. De route was nu Honingerdijk – Oostzeedijk – Oostplein – Goudsesingel – Pompenburg – Hofplein – Schiekade – Provenierssingel – Proveniersplein (CS noordzijde) – Stationssingel – Walenburgerweg – Statenweg – Statentunnel – Beukelsdijk – Burgemeester Meineszplein – Beukelsweg – Aelbrechtsplein. De relatief laagfrequente (tien minutendienst) lijn werd gereden met vierassers uit 1931. In het kader van de invoering van de metro werd de westelijke tak van lijn 1 opgeheven op 8 mei 1967 en de passagiers werden verwezen naar de al bestaande bus 44 die op 2 september 1967 werd vernummerd in bus 38. De oostelijke tak werd tijdelijk gekoppeld met de overgebleven westelijke tak van lijn 15  waarbij het lijnnummer 1 verviel.  
Op 2 september 1967 werden ringlijn 4A/4B vervangen door lijn 1 en 8 tussen Schiedam en Kralingen waarbij lijn 1 de nieuwe westelijke route Schiedam Koemarkt – Marconiplein - Centraal Station en verder via de route van lijn 15 (oorspronkelijk lijn 1) naar de Honingerdijk reed. Op 20 oktober 1973 bij de omzetting van tramlijn 11 in een spitsuurlijn werd de lijn verlegd van de Mathenesserweg naar de Mathenesserdijk en verdwenen de sporen in de Mathenesserweg. In 1983 kreeg lijn 1 in Schiedam een korte verlenging naar het Stadserf en in 1985 een verdere verlenging naar Woudhoek. Een jaar eerder was de lijn aan de oostkant ingekort tot het Oostplein en werd het traject naar de Honingerdijk overgenomen door de minder frequent rijdende lijn 3, die in 1986 werd verlengd naar de nieuwe wijk De Esch. In 2000 werd het traject Oostplein - Honingerdijk - De Esch weer overgenomen door lijn 1.
In 2005 bereed lijn 1 de route tussen De Esch en (Schiedam) Woudhoek via het Centraal Station en station Schiedam Nieuwland.
Op 18 september 2005 werd het eeuwfeest gevierd. Een maand later werd de lijn hernummerd in lijn 21 en verdween het lijnnummer 1 weer uit Rotterdam.
In juli en augustus 2008 kwam lijn 1 weer tijdelijk terug. Het gold als pendeltram tussen het Centraal Station en het metrostation Wilhelminaplein. De metro reed toen tijdelijk niet tussen deze stations vanwege het vervangen van wissels. De tram reed tot Wilhelminaplein met passagiers om vervolgens leeg naar Maashaven te rijden en dan te keren en de route weer terug te rijden.
Op 6 januari 2025 is het tramnetwerk in Rotterdam veranderd; veel tramlijnen kregen een andere route en een aantal een ander lijnnummer. Lijn 24 is weer vernummerd in lijn 1. In de route, frequentie en bedieningstijden vonden geen wijzigingen plaats.

## Keerdriehoek Holy

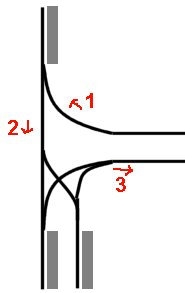
Schema van de keerdriehoek Holy

Door de beperkte ruimte keren de trams in Vlaardingen niet via een keerlus, maar middels een keerdriehoek. Om te kunnen keren kruisen de trams eerst een drukke verbindingsweg, om dan de keerdriehoek te bereiken die pal tegen de bebouwing aan ligt. Na aankomst op het eindpunt moet de tram een stukje achteruit steken om weer in de juiste rijrichting te komen.

## Exploitatie
Op werkdagen wordt er vanaf 5:30 tot en met einde dienst een 15-minutendienst gereden. Op zaterdagochtend en -middag en zondagmiddag rijdt lijn 1 een 20-minutendienst. Op zondagochtend en elke avond wordt er een 15-minutendienst gereden. Lijn 11 zorgt tussen Nesserdijk en Bachplein voor een dubbele frequentie.

## Materieel
Tramlijn 1 is volledig geschikt voor lagevloertrams en wordt geëxploiteerd met de Citadis, een tram van de bouwer Alstom.